# Lola Baldrich
María Dolores Muñoz García, més coneguda com a Lola Baldrich, (Toledo, 7 de maig de 1971) és una actriu i cantant espanyola. Ha treballat en sèries de televisió com Médico de familia on interpretava «La Gertru», El internado, Compañeros i Amar en tiempos revueltos. Com a cantant fou integrant del popular grup Objetivo Birmania entre 1989 i 1990.

## Biografia
És llicenciada en Filosofia i Lletres en la Universitat Complutense de Madrid i és llicenciada en Art Dramàtic per la RESAD (Reial Escola Superior d'Art Dramàtic de Madrid).
El 1989 se li va presentar l'oportunitat d'unir-se a la nova etapa del ja conegut grup musical Objetivo Birmania, del qual va ser integrant fins a finals de 1990, gravant alguns dels temes més populars del grup com Los amigos de mis amigas son mis amigos entre d'altres. Després de deixar el grup, es va centrar en la seva carrera com a actriu.
En aquest sentit, la seva trajectòria ha estat molt lligada al teatre (on ha participat en nombrosos muntatges) i a la televisió, destacant el seu paper a Médico de familia (on va ser la infermera Gertru, personatge molt volgut i que li va donar gran popularitat, durant prop de cinc anys) i a El internado (2010), com la Doctora Lucía García. També ha participat en pel·lícules i curtmetratges, principalment amb papers secundaris. També va aparèixer en la setena i última temporada de la sèrie de la sobretaula Amar en tiempos revueltos donant vida a Rocío Zúñiga, directora de la revista Sucesos.
A l'octubre de 2010, va ser portada de la revista masculina Interviú.

## Filmografia

### Llargmetratges
- Continental (1990), de Xavier Villaverde.
- Huidos (1993), de Sancho Gracia.
- Tocando fondo (1993), de José Luis Cuerda.
- Corsarios del chip (1996), de Rafael Alcázar.
- Tengo una casa (1996), de Mónica Laguna.
- Necesidades (1998), de Fernando France.
- Pájaros de papel (2010), d'Emilio Aragón Álvarez.

### Curtmetratges
- El pañuelo de mármol (1989), de José Luis Acosta.
- Créeme, estoy muerto (1998), de Pedro Fresneda i Francisco Novallas.

### Televisió
- Delirios de amor (1989)
- Los jinetes del alba (1990)
- Las chicas de hoy en día (1991)
- El oro y el barro (1992)
- Historias de la puta mili (1994)
- Habitación 503 (1994)
- Colegio Mayor (1994)
- Fetiche (1996)
- Médico de familia (1995-1999) com Gertrudis "Gertru" Yunquera
- 7 vidas (2000) com Cristina "Cris"
- Compañeros (2000-2002) com Lucía
- El comisario (2003, 2005)
- Un profesor en La Habana (2006)
- Los irrepetibles (2007)
- LEX (2008)
- El internado (2009-2010) com Lucía García Miranda
- Amar en tiempos revueltos (2011-2012) com Rocío Zúñiga
- Bajo sospecha (2016) com Elena Manrique
- Derecho a soñar (2019)

### Teatre
- Acércate más (1993). Musical, proper al Cabaret de petit format.
- El auto de las plantas.
- Tres sombreros de copa.
- La tierra de Alvargonzález. Poema de Machado.
- Carlo Monte en Montecarlo (1995). Opereta d'Enrique Jardiel Poncela.
- La petenera, un drama simbolista andaluz.
- Las mocedades del Cid (1997). Dir.: Gustavo Pérez Puig.[6]
- El botín (1997), de Joe Orton.
- La dama duende (2000-2001), Dir.: Alonso de Santos.
- Don Gil de las calzas verdes. Los equívocos del clásico.
- Sois la bomba (2006). Dir.: Alexander Herold.
- Nadie es perfecto. Dir.: Alexander Herold.
- El caso de la mujer asesinadita (2009). Dir.: Amelia Ochandiano.
- Celebración (2010). Dir.: Carlos Fernández de Castro.
- Los justos (2013-2014). Dir.: Javier Hernández - Simón.
- Pingüinas (2015), de Fernando Arrabal
- Addio del Passato (2016), de Julio Bravo
- La guerra del sofá (2016), de Manuel Hidalgo
- El castigo sin venganza (2018), dir. Helena Pimenta.
- El Banquete (2019), de Catherine Marnas y Helena Pimenta.

## Discografia
- Los amigos de mis amigas son mis amigos (amb Objetivo Birmania)

## Premis
- Ercilla de teatro el 1996 per Tres sombreros de copa.
- Nominada al premi de la Unión de Actores a la millor actriu secundària per Médico de familia en 1997.